# Simulium timondavidi
Simulium timondavidi är en tvåvingeart som beskrevs av Giudicelli 1961. Simulium timondavidi ingår i släktet Simulium och familjen knott.
Artens utbredningsområde är Frankrike. Inga underarter finns listade i Catalogue of Life.